# چکنه علیا
چکنه علیا، روستایی از توابع بخش سرولایت شهرستان نیشابور در استان خراسان رضوی ایران است.بسیاری از نخبه های ایران از این دیار سبز زاده شده اند و اکنون به عنوان موفقیت های بزرگ این دیار یاد میشوند . از جمله نوابغ این دیار خانواده های اخوان میباشند که کوچترین انها شاعر پر آوازه ی ایران میباشد که از جمله اشعار وی در ابیات زیر اورده شده . زیبایی و سوز عشق انچنان در محوریت این ابیات امده که هر خواننده ای را تحت تاثیر قرار میدهد . تلفیق وزن اشعار مولانا و طبع فارسی حکیم ابوالقاسم فردوسی زیبایی این اشعار را دو چندان کرده و سوز جانگداز عاشق و رسیدن به مرز جنون عاشقی به معنای واقعی کلمه جان تازه ای را بعد از سال ها به شعر فارسی بخشیده است .
سور و سات عشق را برپا کنید . عاشق و معشوق را سرپا کنید

لحظه ای از عاشقی غافل مشو . گر به عشق مجنون شدی عاقل مشو

این همه دیوانگی از عاشقی ست . عاشقی خود معنی دیوانگیست

حیف عاشق اخرش حسرت کشد . این که حسرت دارد از فطرت کشد

اخر هر عاشقی تنهاییست . عاشقی بر پایه ی رسوایی است

مرد گر عاشق شود جان میدهد . چشم و روح خود چه ارزان میدهد

بی خودی در خلوتش فریاد ها . میکشد هردم زجانش خارها

بغض هردم جانشین گریه است . جای مردان همچنان حاشیه است

هردم این خلوت نثارش غم شود . دل فسرده غرق در ماتم شود
میزند هر دم در این ره دست و پا . میکشد مرداب او را سر زپا

آه افسوس از غم دلدادگی . کین سرانجامش رسد افسردگی

سنگ خارا کوه تور و اژدها . دیو ارژنگ و سپید افتاده پا

هفت خان رستم از مردانگیست . راه عاشق پیشگان افتادگیست

مرد را هرگز نیامد تشنگی . کشت عشق اورا در این افسردگی

نیش مار و زهر عقرب بهتر است . درد زخم باز از این کمتر است

خون دل باید خورد هر روز باز . این چنین عاشق شود دل سوز باز
ویرایش شود 

## جمعیت
این روستا در دهستان سرولایت قرار دارد و براساس سرشماری مرکز آمار ایران در سال ۱۳۸۵، جمعیت آن ۳۲۹ نفر (۱۰۹خانوار) بوده‌است.